# Medal of Honor: Allied Assault
Medal of Honor: Allied Assault (MoHAA) is een computerspel uit de Medal of Honor-reeks. Het spel, gefundeerd op de gemodificeerde Quake III-engine, werd ontwikkeld door 2015, Inc. en is begin 2002 uitgebracht door EA Games. Medal of Honor: Allied Assault is beschikbaar voor de platformen Linux, Windows en Mac OS X.
In de first-person shooter kruipt de speler in de huid van lt. Mike Powell, die in dienst is van de OSS. De singleplayer modus bevat een zestal missies (het verhaal speelt zich onder andere af in Noord-Afrika, Noorwegen en Frankrijk met ieder een stel sub-missies waarin je moet infiltreren, tanks, geschut of andere doelen opblazen, documenten en informatie bemachtigen, gevangenen redden en in veiligheid brengen, enz.), waarin Powell als geallieerde delen van Europa en Noord-Afrika probeert te bevrijden van de asmogendheden.
De multiplayermodus, waarin de speler via LAN of over het Internet met of tegen andere onlinegamers kan strijden, bestaat uit twee rivaliserende kampen uit de Tweede Wereldoorlog: de geallieerden (Verenigde Staten, na uitbreidingen ook Verenigd Koninkrijk en Sovjet-Unie) of de asmogendheden (nazi-Duitsland, na uitbreidingen ook Italië). Het multiplayergedeelte bevat verschillende speltypes zoals team-match, free-for-all en objective-match.
Van het spel zijn twee uitbreidingssets verschenen, te weten Spearhead en Breakthrough. Breakthrough biedt in de multiplayer modus ook nog andere game-types.

## De Missies
MoHAA telt zes missies, die ieder enkele submissies bevatten.
- Missie 1: Lighting the Torch
  - Tijdstip/locatie: november 1942, Arzew, Algerije
  - Submissie 1: Dring met je team een Afrikaans dorpje binnen.
  - Submissie 2: Bevrijd SAS-agent majoor Grillo en blaas met hem 2 Flak 88's op.
  - Submissie 3: Saboteer 3 vrachtwagens, blaas 4 tanks en de munitieopslag op.
  - Submissie 4: Vernietig als eerste al rijdende met een jeep 12 vliegtuigen met je machinegeweer. Zorg daarna dat je bij een vuurtoren komt en het 'all clear' signaal kunt opsteken.
- Missie 2: Scuttling the U-529
  - Tijdstip/locatie: februari 1943, Trondheim, Noorwegen
  - Submissie 1: Dring met behulp van majoor Grillo het complex binnen en ga naar het researchgebouw.
  - Submissie 2: Steel 4 documenten en ga naar het hoofdgebouw.
  - Submissie 3: Ga undercover als Duitse officier en vernietig het Naxos-prototype. Ga vervolgens naar de duikboten en laat de U-529 zinken. Ontsnap uit het gebouw en ga naar de trein voor deze zonder jou vertrekt.
- Missie 3: Operation Overlord
  - Tijdstip/locatie: 6 juni 1944 (D-day), Normandië, Frankrijk
  - Submissie 1: Overleef de landing op Omaha Beach en dring een bunker binnen en schakel de andere Duitsers uit via deze bunker.
  - Tijdstip/locatie: 7 juni 1944 (D-day +1), Normandië, Frankrijk
  - Submissie 2: Vind bevriende Airborne parachutisten. Vernietig Flak 88s. Vernietig 'Nebelwerfer 41's'
- Missie 4: Behind Enemy Lines
  - Tijdstip/locatie: 22 juni 1944, Normandië, Frankrijk
  - Submissie 1: Vind een bevriende piloot. Begeleid hem naar het Franse verzet.
  - Submissie 2: Steel documenten over onder andere een nieuw type Duitse tank.
- Missie 5: Day Of The Tiger
  - Tijdstip/locatie: augustus 1944, Bretagne, Frankrijk
  - Submissie 1: Vind het bazookateam. Vind het tankteam. Leid het tankteam naar een Duitse tank.
  - Submissie 2: Schiet jezelf een weg naar de brug die je moet veroveren.
  - Submissie 3: Zorg ervoor dat de brug niet wordt opgeblazen.
- Missie 6: The Return to Schmerzen
  - Tijdstip/locatie: januari 1945, Siegfried Linie, Duitsland
  - Submissie 1: Landing in een bos. Vernietig verscheidene Flak-20's.
  - Submissie 2: Infiltreer in een wapendepot. Steel het nieuwste Duitse 'Sturmgewehr 44's'
  - Submissie 3: Vernietig het communicatiecentrum van fort Schmerzen.
  - Submissie 4: Infiltreer in fort Schmerzen. Ga naar de kelder, plaats bommen op de tank met mosterdgas. Ontsnap uit het gebouw zonder dat je dood gaat door (secundaire) ontploffingen.

## De Wapens
De speler krijgt te maken met verschillende wapens. Ieder wapen heeft een Duitse tegenhanger en zijn eigen voor- en nadelen. Deze wapens zijn authentiek, dat wil zeggen dat ze in de Tweede Wereldoorlog echt zijn gebruikt.

### De wapens van de geallieerden (Allies)
- Colt: Een zijwapen. Zeker nuttig in bepaalde omstandigheden, maar uiteraard kan het niet tippen aan hoofdwapens. Belangrijkste zijwapen in het spel. Makkelijk te herladen en zeer geschikt voor zogenaamde close encounters.
- Springfield '03: Een sluipschuttersgeweer, uitgerust met een vizier. Hij is erg precies op grote afstand, en wanneer goed gebruikt, ook nuttig voor dicht bij. Nadeel is dat het geweer na elk schot moet worden herladen.
- M1 Garand: Dit geweer is erg effectief op de lange(re) afstand. Daarin moet hij het wél afleggen tegen de Springfield. Het magazijn heeft 8 kogels. Een nadeel van dit geweer is dat herladen niet mogelijk is. Ook nadelig is het feit dat als men de kogels snel achter elkaar afvuurt de kogels geen effect hebben op de tegenstander.
- Thompson: Hét machinegeweer voor de korte afstand. Hij bevat 30 kogels. Zeer geschikt in alle omstandigheden (infiltratie, verdediging enz.) maar minder effectief tegen vijanden van veraf of goed verstopte vijanden. Kan in dat vak (Net als de MP40) niet tippen aan de Springfield of de Mauser Kar 98K (met telescoopvizier).
- BAR: Effectief voor zowel de korte als de net iets langere afstand. Het is een draagbaar mitrailleur. Effectiever dan de Thompson.
- Bazooka: Het enige wapen dat sterk genoeg is voor een Halftrack of tank. Hij is niet zo nuttig tegen menselijke doelen, behalve als je goed kunt mikken. Héél erg onnauwkeurig over lange afstand.

### De wapens van de asmogendheden (Duitsers) (Axis)
- Walther P38: Een handpistool dat dezelfde voor- en nadelen heeft als de colt. Het is echter minder krachtig. Officieren zijn hier vaak mee uitgerust, zij hebben meer ervaring(Ontwijken van kogels enz.) maar zijn een minderwaardige tegenstander van veraf.
- Mauser Kar 98k: Een zeer krachtig geweer dat vaak gebruikt werd door de infanterie. Een nadeel is dat hij langzaam schiet. Veel Duitse infanteriesoldaten zijn hiermee uitgerust. Minder nauwkeurig over lange afstand dan de M1 Garand.
- Mauser Kar 98k met telescoopvizier: Het perfecte scherpschuttersgeweer, zeer krachtig en voor dicht bij ook handig omdat de Kar 98k ook daarvoor gemaakt was. As-mogendheden die zich goed hebben verstopt en dit geweer bij zich hebben, kunnen je de dood injagen.
- MP40 (machinepistool 40): Het bekende machinepistool, snel, dodelijk en licht. Het geweer heeft, evenals de Thompson M1(A1), weinig effect op lange afstand.
- StG 44 (Het bekende stormgewehr): Een wapen dat pas laat in de Tweede Wereldoorlog werd ontwikkeld. Het was een stuk beter dan de andere wapens uit die tijd. Beter dan de BAR.
- Panzerschreck: Duitse versie van de bazooka.
- MG42: Het machinegeweer dat altijd op een standaard staat. Hij is snel en krachtig maar het nadeel is dat deze niet draagbaar is. Dit staat vaak bij wachtposten of zwaar bewaakte gebieden, enige manier is om de vijand die erachter zit te doden met een sluipschuttersgeweer of besluipen van achteren.

## Medailles
Er zijn een aantal medailles te verdienen als je bijzondere verdiensten hebt uitgevoerd tijdens een missie,
Namelijk:
- The Legion of Merit
- Norwegian War Cross with Sword
- American Campaign Medal
- The Good Conduct Medal
- Distinguished Service Medal
- Army Commendation Medal
- Bronze Star (speel spel op Easy uit)
- Silver Star (speel spel op Medium uit)
- Distinguished Service Cross (speel spel op Hard uit)

## Multiplayer Maps
- Stalingrad
- Destroyed Village
- The Crossroads
- Omaha Beach
- Remagen
- Algiers
- The Hunt
- V2 Rocket Facility

## Trivia
- Het spel is opgenomen in het boek 1001 Video Games You Must Play Before You Die van Tony Mott.